# Torre Gehry
La Torre Gehry es un edificio de nueve plantas, construida por el arquitecto canadiense Frank Gehry, localizada en Hanóver, Alemania. 
Su construcción comenzó en 1999, siendo inaugurado el 28 de junio de 2001, con un coste de 8,5 millones de marcos alemanes. Fue promovida por el Servicio de Transportes de Hanóver, el üstra, para el cual Gehry ha diseñado previamente una parada de autobús en la ciudad.
Revestida de acero inoxidable, la torre tiene una original forma estructural torsionada ejecutada con los medios tecnológicos más avanzados de la época, como las principales construcciones del arquitecto Frank Gehry.